# دوغلاس هاينز
دوغلاس هاينز هو فنان كندي، ولد في 1936 في ريجاينا في كندا، وتوفي في فبراير 2016 في إدمونتون في كندا.